# Le Rivage des Syrtes
Pour les articles homonymes, voir Syrte (homonymie).
Le Rivage des Syrtes est le roman le plus connu de Julien Gracq (1951, éditions José Corti).
Julien Gracq avait déjà dénoncé, dans son pamphlet La Littérature à l'estomac (1949, même éditeur), les compromissions commerciales du monde littéraire de cette époque. Il refusera donc le prix Goncourt décerné à son roman l'année de sa parution.

## Résumé
À une époque et dans une région du monde indéterminées vit Aldo. Ce jeune homme est issu d'une des plus vieilles familles de la seigneurie d'Orsenna, république fictive (de type cité-État) jadis puissante. Il est envoyé comme « observateur » dans une forteresse des provinces du sud érigée sur le rivage des Syrtes. Cette forteresse surveille la mer des Syrtes qui sépare Orsenna du Farghestan, pays imaginaire mystérieux avec lequel la cité-État est dite en guerre depuis trois siècles, bien qu'une paix de fait se soit établie il y a longtemps et règne toujours entre les deux contrées.
Aldo découvre le quotidien de la forteresse et se lie peu à peu d'amitié avec le capitaine Marino qui la dirige. Sous l'œil sceptique de Marino, vieil officier blasé, Aldo s'emploie à tirer la forteresse de sa torpeur. Il entame une liaison amoureuse avec Vanessa Aldobrandi, dernière descendante d'une très vieille famille aristocratique d'Orsenna, dont le trisaïeul a trahi la confiance de la cité en s'alliant aux Farghiens. Insensiblement et de façon très détournée, Vanessa, qui marche sur les traces de son ancêtre, instille en Aldo l'envie de mener à sa guise les affaires de la Forteresse et de transgresser la frontière maritime qui sépare Orsenna du Farghestan. Ce faisant, il devient peu à peu et involontairement le catalyseur de changements qui vont conduire à une guerre ouverte entre le Farghestan et Orsenna, laquelle sera vraisemblablement vaincue.

## Analyse
En dehors du roman, Syrte est une ville de Libye. Dans la géographie antique, ce terme, d'origine grecque, désignait deux golfes formés par la Méditerranée sur la côte nord de l'Afrique entre Cyrène et Carthage. Il s'agit de Syrtis minor (ou petite Syrte, aujourd'hui golfe de Gabès) à l'ouest, et Syrtis maior (ou grande Syrte, aujourd'hui golfe de Syrte) à l'est. La navigation y était dangereuse, à cause de la présence de nombreux hauts-fonds, ce qui explique que le mot était utilisé en latin pour désigner des « bas-fonds », des « bancs de sable ». La région comptait toutefois quelques villes et ports de grande importance, comme Sabratha, Leptis Magna, Oea ou Tacape. Ils servaient de débouchés pour l'arrière-pays aride et aussi pour le commerce transsaharien.
Mais la cité-État à laquelle appartient Aldo s'appelle Orsenna et fait face au Farghestan. Les noms évoquant l'Italie, l'Asie centrale ou d'autres régions, ainsi que l'attirail des militaires (mélangeant les époques) situent l'histoire dans un espace imaginaire, reprenant divers lieux. On peut envisager qu'Orsenna fasse référence à Venise, les noms, le commerce et l'histoire proposée par l'auteur allant en ce sens. Dans cette optique, le Farghestan désignerait l'Empire ottoman. Le récit de bataille pourrait alors être celui de Lépante. En tout état de cause, la mer des Syrtes est la Méditerranée. Cette géographie fait dire à Antoine Blondin, dans Rivarol, qu'avec « Le Rivage des Syrtes, Julien Gracq a écrit un imprécis d’histoire et de géographies à l’usage des civilisations rêveuses » (Rivarol, 6 décembre 1951). Julien Gracq qualifiera son roman de « rêve éveillé »[réf. nécessaire].
Dans un article, Philippe Arnaud fournit quantité d'indices issus du roman, afin de déterminer où pourraient se situer les différents lieux évoqués. Il en tire alors une carte de la Méditerranée, sur laquelle il localise les deux pays. Orsenna s'y étend sur les rives septentrionales et orientales de la mer Adriatique, tandis que le Farghestan y couvre une vaste zone, de la Turquie aux côtes libyennes, en passant par les rives du Machrek et l'Égypte.
Le géographe Yves Lacoste a également dessiné une carte, représentant les côtes des Syrtes et visible dans son article dans la revue de géopolitique Hérodote nommé « Julien Gracq, un écrivain géographe. Le Rivage des Syrtes, un roman géopolitique »,.
On pourra parler d’un romanesque de l’attente dans Le Rivage des Syrtes, qui place toute l’intensité de l’émotion dans les interstices de l’action, toute l’histoire de ce roman à l’exception d’une longue prolepse se situant avant le déclenchement de la guerre.